# Bembidion semiopacum
Bembidion semiopacum är en skalbaggsart som beskrevs av Thomas Casey. Bembidion semiopacum ingår i släktet Bembidion och familjen jordlöpare. Inga underarter finns listade i Catalogue of Life.